# Erica reunionensis
Erica reunionensis là một loài thực vật có hoa trong họ Thạch nam. Loài này được E.G.H.Oliv. mô tả khoa học đầu tiên năm 1993.

## Hình ảnh

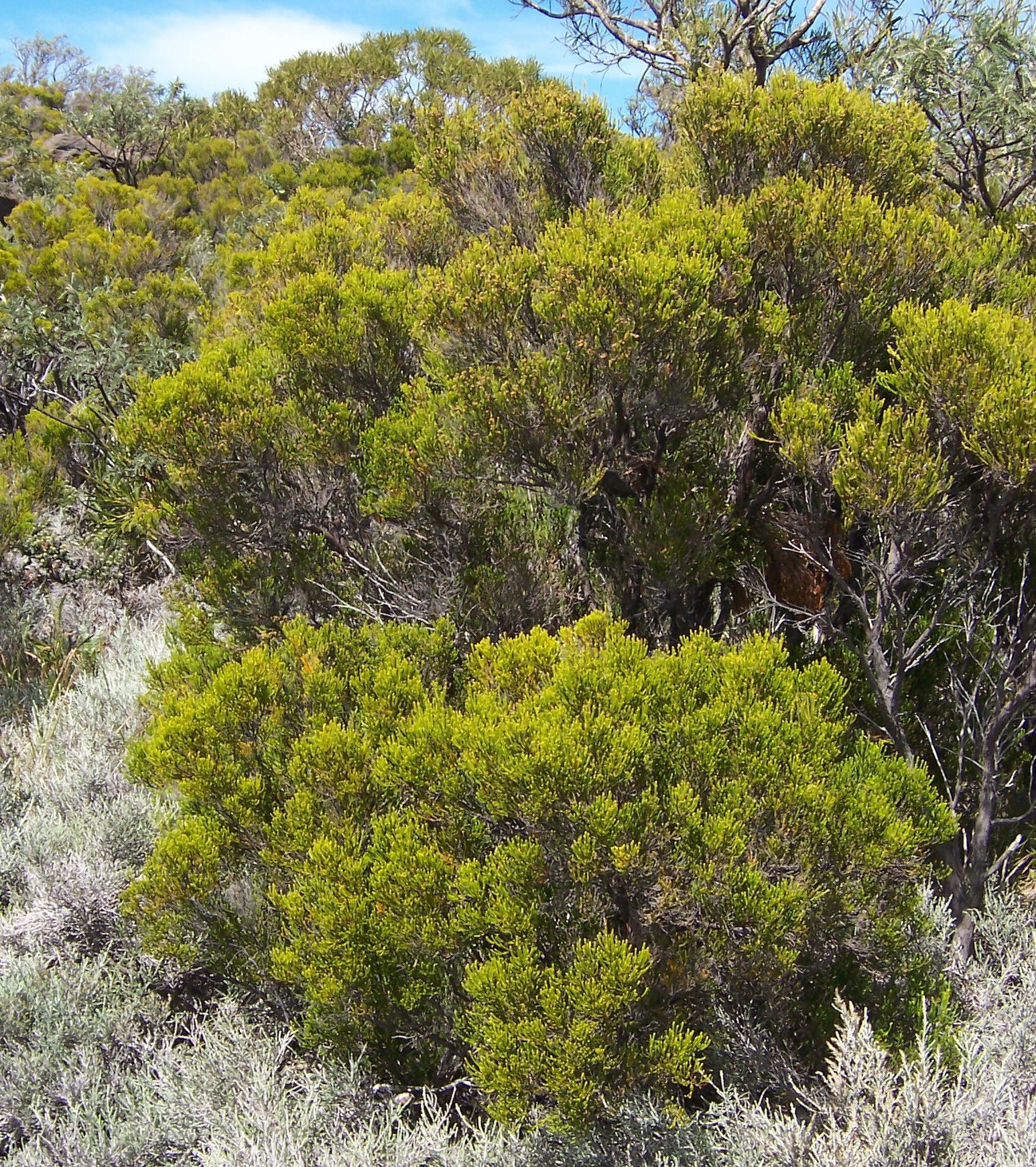
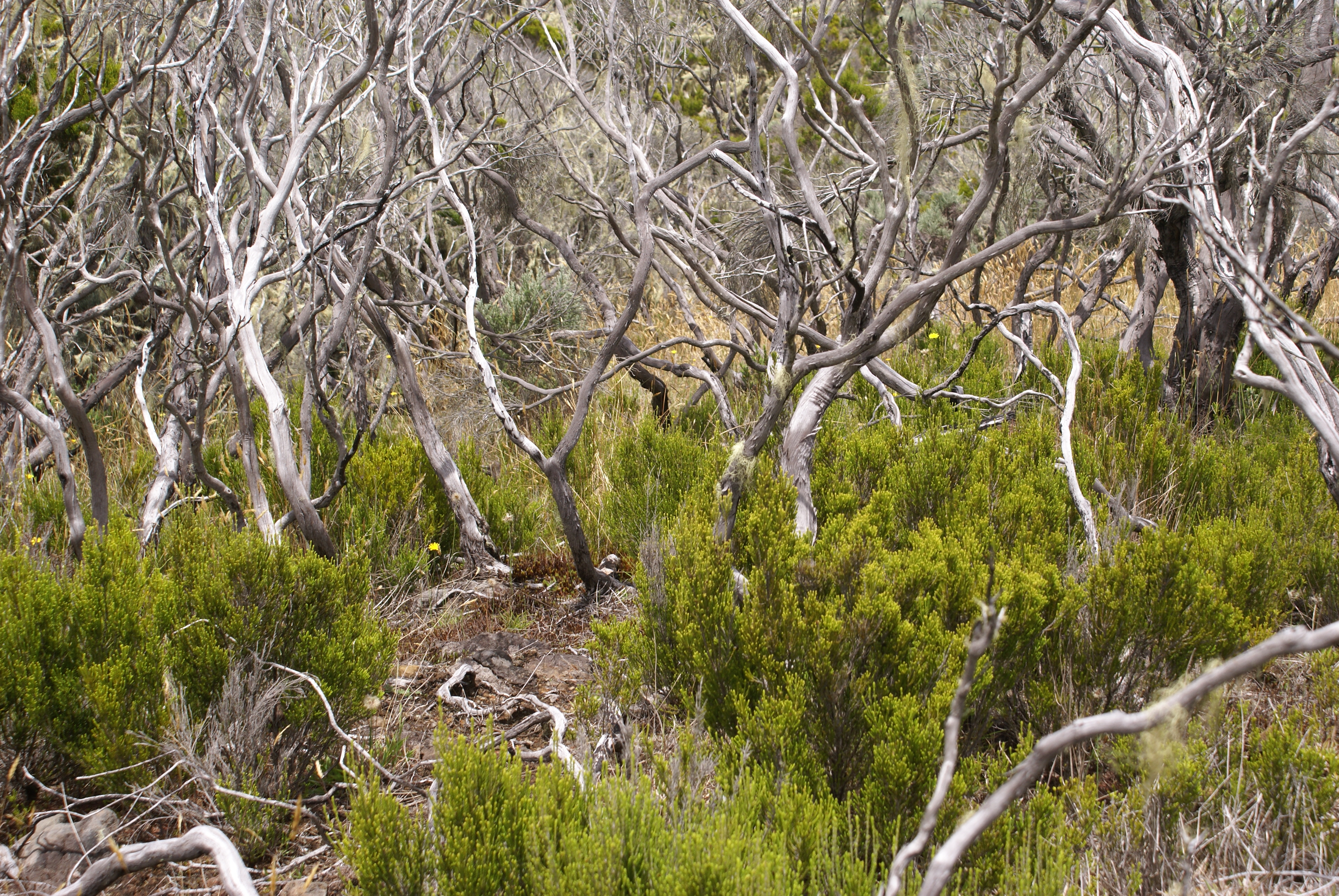
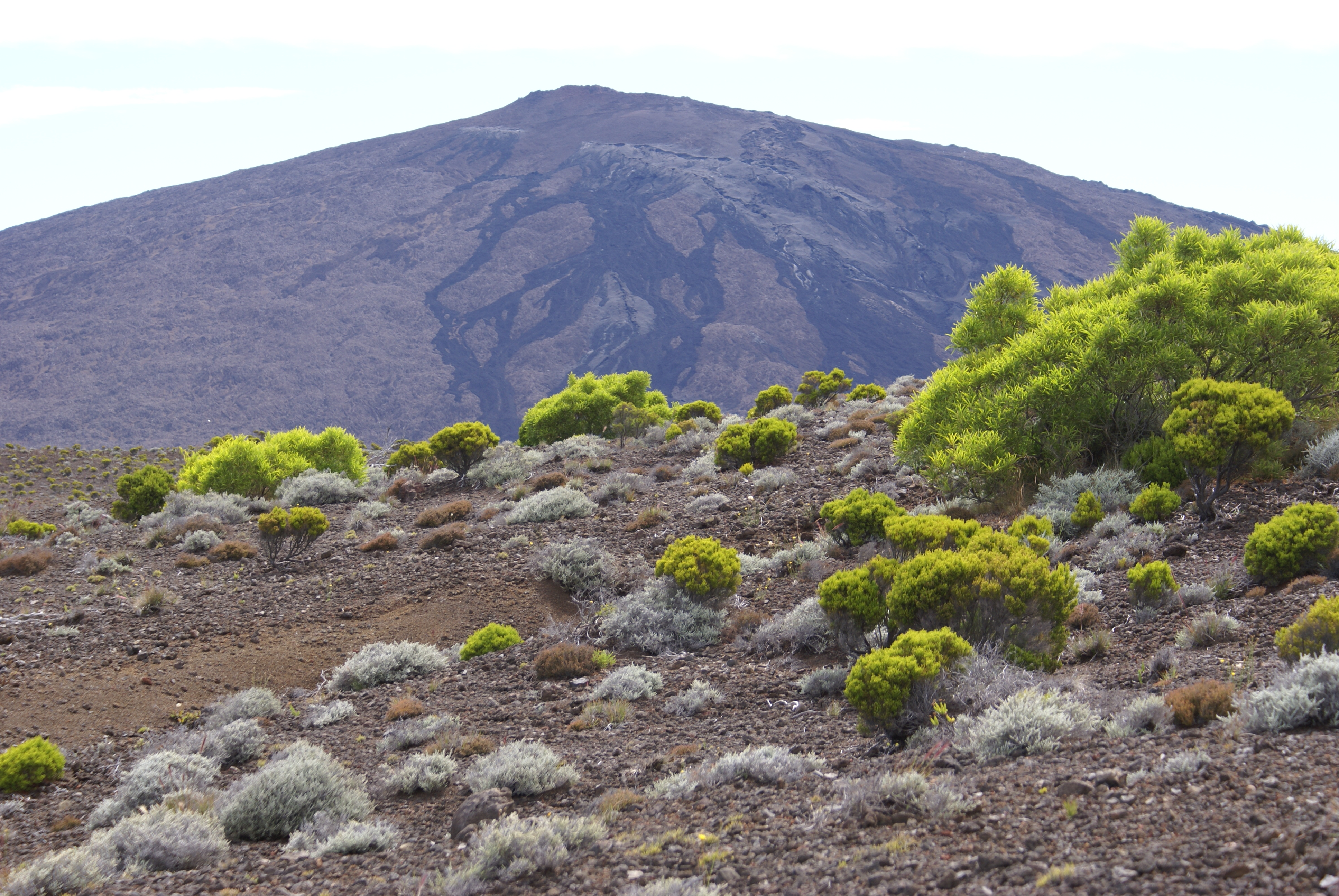